# Héctor Raurich
Héctor Cayetano Raurich (Mar del Plata, Província de Buenos Aires, 8/8/1903 - Buenos Aires, 7/11/1963) foi um advogado, filósofo, crítico de arte, poeta, militante socialista argentino, que fundou várias organizações trotskistas.

## Biografia
Termina o secundário e entra na Faculdade de Direito da Universidade de Buenos Aires ao mesmo tempo em que estala a a Revolução de Outubro na Rússia em 1917. Um ano depois na Argentina estala a luta pela Reforma Universitária. Héctor Raurich se aproxima de Hipólito Etchebehere, Micaela Feldman (Mika Etchebehere), Herminia Brumana, José Paniale, Eduardo González Lanuza, Francisco Piñero e outros estudantes universitários para constituir o Grupo Insurrexit, que mesmo com uma visão libertária e antiparlamentarista apóiam a experiência soviética se autoproclamando como a ala esquerda da Reforma Universitária . 
Em 1924 Héctor Raurich na Faculdade de Direito, com seu companheiro Mariano Calvento, organiza uma corrente visando conquistar o  Centro de Estudantes de Direito, o que consegue dois anos depois . 
Em 1923 parte do Grupo Insurrexit entra no recém fundado Partido Comunista da Argentina para engrossar sua ala "esquerdista", que se opunha a militar sobre a base de um programa mínimo (como fazia o Partido Socialista) e de propor que a ação parlamentar se limitasse à propaganda revolucionária. De fato, entre 1922 e 1925 Héctor Raurich e seus amigos serão protagonistas de uma aguda luta de frações no interior do PC argentino, de um lado, a maioria do Comitê Executivo (José Fernando Penelón, Victorio Codovilla, Rodolfo Ghioldi) e, por otro, pela esquerda (Angélica Mendoza, Cayetano Oriolo, Mateo Fossa, Tomás Velles, Miguel Contreras, Teófilo González, etc.) que conquista maioria em sucessivos congressos (IV° em 1922, V° em 1923 e VI° em 1924) . 
Os esquerdistas são  expulsos e em janeiro de 1926 constituem, o Partido Comunista Obrero, sendo conhecidos como "chispistas", por editar o jornal "La Chispa" (1926-1929) 
Dissolvido o PCO em 1929, Héctor Raurich viaja a Espanha, onde entra em contato com Andreu Nin, Juan Andrade e os trotskistas da Izquierda Comunista Española (ICE), que editavam a revista Comunismo . Ali trava amizade com outro argentino que havía viajado a Espaha em 1931 por causa da proclamação da República : Antonio Gallo. Gallo e Raurich retornam a Argentina com o compromisso de contribuir para a consolidação da Izquierda Comunista Argentina (ICA), que havia nascido em 192 e mantinha correspondência com os trotskistas catalães. Entram em contato com este primeiro grupo de oposição trotskista do país, mas não ingressam nele. Se dedicam, junto com a Angélica Mendoza e a Elías Castelnuovo e outros antigos conhecidos do PCO, o projeto de editar uma revista teórica marxista que pudesse reunir trotskistas e estalinistas por cima de suas diferenças políticas. Essa revista aparecerá com o nome de Actualidad (1932-1935) , mas ao final acaba ficando na não dos intelectuais estalinistas.
Diante disso, Héctor Raurich se transforma no animador intelectual dos grupos trotskistas que nasceram ao longo das décadas de  1930 e  1940. Como tal, acompanha as experiencias da Liga Comunista Internacionalista (LCI) e da Liga Obrera Socialista (LOS) que impulsionam seus amigos Antonio Gallo e Carlos Liacho, considerando-se o inspirador teórico das teses que defendem o caráter capitalista da formação social argentina e a perspectiva socialista de sua revolução, em contraposição tanto às teses estalinistas como as nacionalistas que postulam alguma forma de frente nacional ou popular. Fortemente influenciado pela corrente do trotskismo norte-americano liderada por Max Shachtman e James Burnham, adota no início da segunda guerra mundial uma postura "antidefensista", diferente dos trotskistas que, apesar de suas diferenças com o estalinismo, sustentam a defesa da URSS .
Em 1945, ante a irrupção do peronismo, entra no Partido Socialista. Reunindo em torno de si um grupo de seguidores, promove uma revista de temas internacionais e culturais: Índice (1949-1950).
Em 1951, devido ao fracassado golpe militar de 28 de setembro contra o governo peronista, é detido no encarcelamiento massivo de intelectuais opositores, que abarcou desde a  editora de família tradicional Victoria Ocampo até o socialista Alfredo Lorenzo Palacios. Em abril de 1954 renuncia ao Partido Socialista encabeçando uma duzia de militantes questionando o clima "totalitário" que se vivia internamente assim como a incapacidade da direção partidária levar adiante uma política capaz de disputar a hegemonia peronista sobre as masas . 
Em setembro de 1955 subscreve um abaixo assinado de homens da cultura que apoiam o golpe militar que derruba a Perón. Durante a década de 1950 integra, junto com outros intelectuais de orientação liberal que lidera Carlos Alberto Erro, a experiência da ASCUA (Asociación Cultural Argentina para Defensa y Superación de Mayo). 
Em 1958 cursa o doutorado na Faculdade de Direito da Universidade de Buenos Aires , doutorando-se com uma tese sobre "Sindicato e luta de classes na obra de Karl Marx".  Profundo conhecedor da obra de Hegel, na década de 1950. Deu em uma série de instituições palestras sobre o autor da Fenomenologia do Espírito cujos estratos foram reunidas por seus discípulos no livro póstumo: Hegel y la lógica de la pasión  .